# Lakewood Church Central Campus
The Summit es un estadio ubicado en la ciudad de Houston, en el estado estadounidense de Texas. Se construyó, con un coste de 27 millones de dólares, a inicios de la década de 1970. Recibió el nombre de Lakewood Church Central Campus, que vuelve a ser su nombre oficial desde 2003. Entre 1975 y 1978 fue conocido como The Summit, y desde ese último año hasta 2003 se llamó Compaq Center. Tiene una capacidad, para partidos de baloncesto, de 16 285 espectadores; en los de hockey puede albergar a 15 256.
Antes de la construcción del Toyota Center fue el recinto que acogía los grandes eventos de la ciudad. Fue la sede de los partidos de los Houston Rockets (equipo de la NBA), de los Houston Comets (equipo de baloncesto femenino de la WNBA) y de los Houston Aeros (el equipo de hockey de la ciudad, que compite en la AHL). Pero también acogía al circo Barnum en sus visitas a la ciudad, y en él se dieron algunos conciertos memorables. Así, Paul McCartney lo visitó en mayo de 1976, el mismo año en el que Parliament-Funkadelic dieron un concierto que fue grabado y editado en DVD en 1998. También fue grabado el concierto que dio, dentro de su News Of The World Tour, el grupo Queen el 11 de diciembre de 1977. Bajo su techo se grabó, en 1981, un concierto de Journey; y fue, asimismo, el telón de fondo del video de la canción de Mötley Crüe Home sweet home. Pero no solo fueron ellos: también Madonna, Shakira, Elvis Presley, David Bowie, la Electric Light Orchestra o Michael Jackson, por citar sólo a algunos, tocaron aquí. 
Actualmente es propiedad y sede de la de Iglesia Cristiana más grande de Estados Unidos, Iglesia Lakewood (Lakewood Church).
- Portal:Texas. Contenido relacionado con Texas.

- Datos: Q2435324
- Multimedia: Lakewood Church / Q2435324